# Vassili Iantchenko
Vassili Ivanovitch Iantchenko (en russe : Василий Иванович Янченко), né le 1er janvier 1894 (13 janvier dans le calendrier grégorien) à Nikolskoïe et mort en août 1959 en Floride, est un as de l’armée de l'air impériale russe totalisant 16 victoires.

## Première Guerre mondiale
Iantchenko termine sa formation d’ingénieur en mécanique en 1913 à Saratov et se passionne pour l’aviation. Le 22 novembre 1914 il se porte volontaire et rejoint l’armée de l'air impériale russe. Sa formation de pilote militaire, à Petrograd et Sébastopol, dure jusqu’au 4 septembre 1915. Il partage sa première victoire aérienne avec Ivan Orlov en juin 1916. Il partage d’autres victoires avec ses camarades Donat Makijonek et Iouri Gilcher.

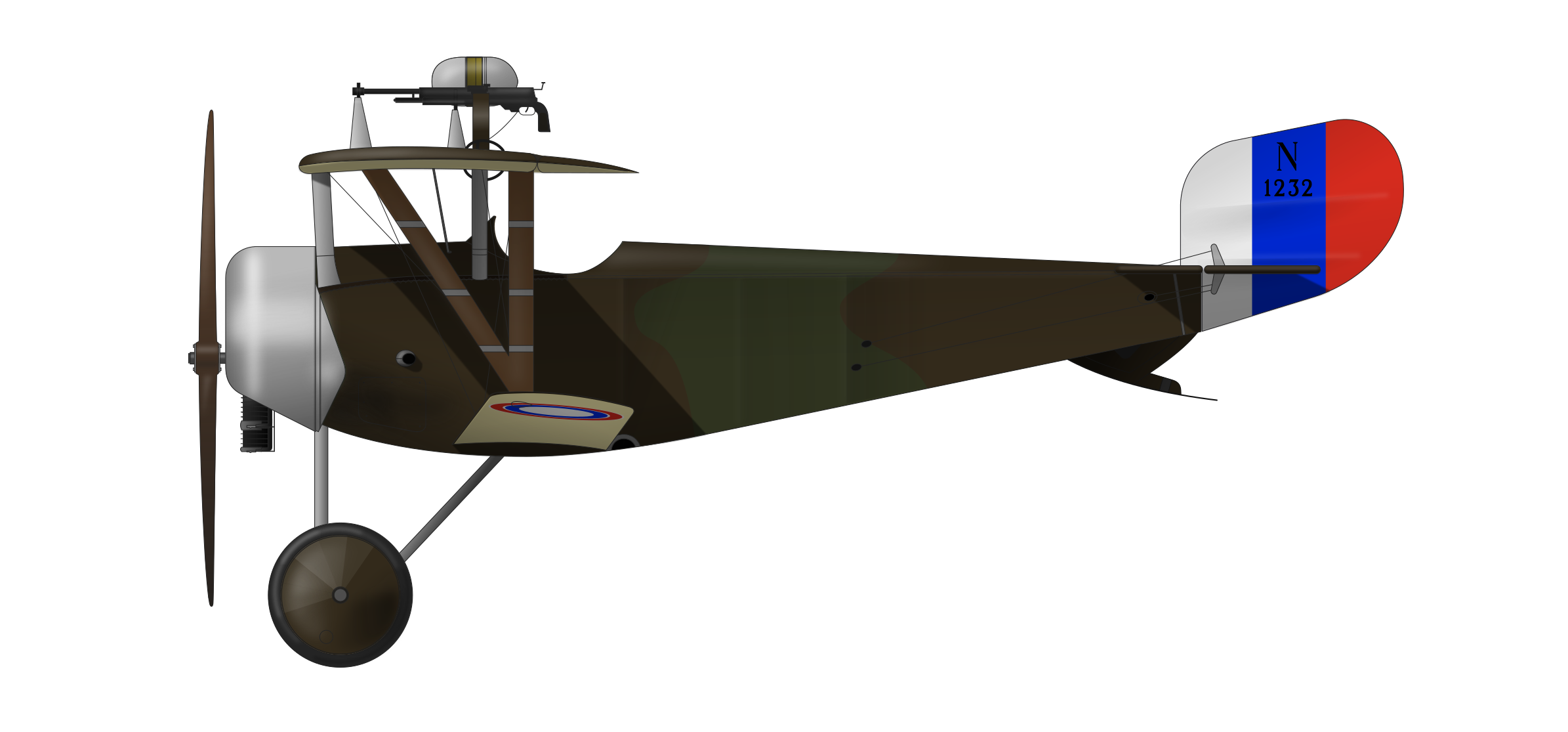
Le Nieuport 11 de Vasili Yanchenko's, 1917.

## Guerre civile
Début 1918, Iantchenko rejoint Novotcherkassk et l’armée des volontaires. À partir d’août 1918 il commande la seconde escadre d'aviation de l’armée blanche pendant deux ans. Après la défaite des Blancs il émigre en Amérique, où il travaille un temps comme ingénieur pour Igor Sikorsky.
Il prend sa retraite en 1952 et meurt sept ans plus tard.